# Garkino
Garkino (ros. Гаркино) – osiedle w Rosji, w obwodzie samarskim, w rejonie priwołżskim. W 2010 liczyło 56 mieszkańców.